# Ejército Revolucionario Popular de Corea
El "Ejercito Revolucionario Popular de Corea" (Hangul:조선인민혁명군) fue un ejército de guerrillas fundado el 25 de abril de 1932 por Kim Il-sung "con trabajadores, estudiantes y agricultores" para combatir la ocupación japonesa de Corea.

## Historia
El Ejército Revolucionario Popular de Corea fue fundado el 25 de abril de 1932 bajo el liderazgo del líder guerrillero Kim Il Sung en una reunión con trabajadores, estudiantes y agricultores.
En 1934 se fusiona con el Ejército Guerrillero del Pueblo Antijaponés para aumentar su fuerza de combate.

## Posterioridad
Este es considerado el precursor del Ejército Popular de Corea. Y varias unidades de este usan nombres de batallas, generales o uniformes de este.
Esta guerrilla se ha usado en la propaganda norcoreana para ensalzar la figura de Kim Il-sung y Kim Jong-suk en un culto de personalidad heroico. El día de la fundación de la guerrilla es feriado nacional en Corea del Norte.